# Franz Emmerich

Franz Emmerich

Franz Ludwig Emmerich (* 11. Juni 1842 in Amorbach; † 10. März 1927 in Würzburg) war ein  deutscher römisch-katholischer Geistlicher, Seminarleiter und Domkapitular.

## Leben
Franz Emmerich wurde in Amorbach als ältestes Kind des Mautamtmanns Franz Michael Emmerich († 1861) und dessen Ehefrau Martina, geb. Schneider aus Stein am Kocher geboren. Er besuchte ab Herbst 1848 die Volksschule, ab 1853 die Lateinschule in Amorbach und ab 1857 das Gymnasium, ab 1861 das Lyzeum in Aschaffenburg. 1862 nahm er das Studium der Theologie an der Universität Würzburg auf und trat als Alumnus in das dortige Klerikalseminar ein. Am 5. August 1865 erhielt er von Bischof Georg Anton von Stahl die Priesterweihe. Er wurde zunächst Kaplan in Neustadt an der Saale mit dem Filialort Hohenroth, der ihm bei seinem Abschied die Ehrenbürgerwürde verlieh. Von 1869 bis 1871 war er Kaplan am Juliusspital in Würzburg.
Am 29. Oktober 1871 wurde Emmerich von Bischof Johann Valentin von Reißmann zum ersten Regens des neu errichteten bischöflichen Knabenseminars Kilianeum berufen, das kurz zuvor in den Gebäuden des ehemaligen Afra-Klosters eingerichtet worden war. Als Leiter der Anstalt organisierte er bis 1898 deren Neuaufbau. Zu seinen Seminaristen gehörte unter anderem der spätere Kardinal Michael Faulhaber, der ihm später seine Doktorarbeit widmete. Am 19. Januar 1898 wurde er zum Würzburger Domkapitular ernannt. Er war bis 1920 Direktor der Kongregation der „Töchter vom göttlichen Erlöser“, die sich der Krankenpflege widmete, sowie Direktor des Würzburger Ursulinenklosters.
Am 6. Juli 1889 wurde Emmerich zum Geistlichen Rat ernannt. 1896 erhielt er Ehrendoktorwürde der theologischen Fakultät der Universität Würzburg. Am 12. Juli 1921 wurde er von Papst Benedikt XV. zum päpstlichen Hausprälaten ernannt.

## Auszeichnungen
- Ehrenkreuz des Ludwigsordens
- König Ludwig-Kreuz

## Werke
- Der heilige Kilian, Regionarbischof und Martyrer: historisch-kritisch dargestellt (Würzburg: Göbel, 1896) (Digitalisat)